# Montel-de-Gelat
Montel-de-Gelat település Franciaországban, Puy-de-Dôme megyében. Lakosainak száma 417 fő (2022. január 1.). Montel-de-Gelat Dontreix, Mérinchal, Charensat, Condat-en-Combraille, Tralaigues és Villosanges községekkel határos.

## Népesség
A település népességének változása:
| Lakosok száma | 473  | 449  | 451  | 438  | 432  | 427  | 422  | 417  | 417  |
|               | 2013 | 2015 | 2016 | 2017 | 2018 | 2019 | 2020 | 2021 | 2022 |